# ФК Том сезона 2008.

## Састав тима
Стање пред почетак првенства 11. марта 2008.

### Основни састав
| №          | Бр.                | Име                     | Датум рођења       |
| Голмани    | Голмани            | Голмани                 | Голмани            |
| ---------- | ------------------ | ----------------------- | ------------------ |
| 1          | Русија             | Иван Перфиљев           | 6. септембар 1988. |
| 16         | Русија             | Вењамин Мандрыкин       | 30. август 1981.   |
| 25         | Естонија           | Сергеј Пареико          | 31. јануар 1977.   |
| Одбрана    |                    |                         |                    |
| 2          | Русија             | Андреј Колесников       | 11. фебруар 1984.  |
| 12         | Русија             | Алексеј Бугајев         | 25. август 1981.   |
| 15         | Русија             | Виктор Строев           | 16. јануар 1987    |
| 19         | Русија             | Денис Евсиков           | 19. фебруар 1981.  |
| 21         | Русија · Молдавија | Валериј Катинус (зк)    | 27. фебруар 1978.  |
| 37         | Србија             | Ђорђе Јокић             | 20. јануар 1981.   |
| 84         | Хрватска           | Хрвоје Вејић            | 8. јун 1977.       |
| Средњи ред |                    |                         |                    |
| 3          | Русија             | Валериј Климов (к )     | 31. јануар 1974.   |
| 4          | Русија             | Василиј Јанотовски      | 2. јануар 1976.    |
| 5          | Русија             | Сергеј Скобљков (зк)    | 2. јануар 1977.    |
| 6          | Русија             | Дмитриј Мичков (зк)     | 22. фебруар 1980.  |
| 7          | Бугарска           | Александр Младенов      | 25. јун 1982.      |
| 17         | Русија             | Беслан Аджинджал        | 22. јун 1974.      |
| 18         | Русија             | Денис Бољшаков          | 7. јун 1987.       |
| 20         | Русија             | Дмитриј Тарасов         | 18. март 1987.     |
| 22         | Русија             | Виталиј Волков          | 22. март 1981.     |
| 23         | Словенија          | Александар Радосављевич | 25. април 1979.    |
| Напад      |                    |                         |                    |
| 8          | Русија             | Денис Кисељев           | 2. јуни 1978.      |
| 9          | Русија             | Игор Стрелков           | 21. март 1982.     |
| 10         | Русија             | Антон Ахрипов           | 4. новембар 1985.  |
| 11         | Северна Македонија | Горан Мазнов            | 22. април 1981.    |
| 24         | Русија             | Александар Ширко        | 24. новембар 1976. |

### Резервни састав
| №          | Бр.      | Име                    | Датум рођења           |
| Голмани    | Голмани  | Голмани                | Голмани                |
| ---------- | -------- | ---------------------- | ---------------------- |
| 40         | Русија   | Тарас Павлюкевич       | 25. јул 1988.          |
| 50         | Русија   | Егор Ридош             | 8. фебруар 1989.       |
| Одбрана    |          |                        |                        |
| 26         | Русија   | Евгениј Рогоза         | 7. март 1990.          |
| 28         | Русија   | Константин Дмитриевски | 20. мај 1990.          |
| 29         | Русија   | Никита Коновалов       | 17. август 1991.       |
| 31         | Русија   | Виктор Козубец         | 1. мај 1990.           |
| 32         | Русија   | Алексеј Ким            | 13. септембар 1987.    |
| 42         | Русија   | Павел Булыга           | 16. март 1990.         |
| 45         | Русија   | Владислав Ткаченко     | 16. мај 1988.          |
| 48         | Русија   | Иван Туев              | 1. јануар 1989         |
| Средњи ред |          |                        |                        |
| 27         | Русија   | Михаил Светозаров      | 8. јули 1988.          |
| 33         | Хрватска | Игор Новакович         | 25. мај 1979.          |
| 38         | Русија   | Максим Ерусланов       | 25. април 1988.        |
| 39         | Русија   | Сергеј Гаврилов        | 14. јануар 1987.       |
| 47         | Русија   | Денис Пшеничников      | 7. јануар 1990.        |
| Напад      |          |                        |                        |
| 30         | Русија   | Сергеј Воронов         | 10. октобар 1988.      |
| 35         | Русија   | Иван Борисов           | 21. јануар 1988.       |
| 36         | Русија   | Евгениј Пономарјев     | 7. март 1989.          |
| 41         | Русија   | Антон Бобрышев         | 31. јули 31. јул 1987. |
| 43         | Русија   | Роман Жариков          | 25. јануар 1991.       |
| 46         | Русија   | Николай Сангаджиев     | 11. фебруар 1991.      |

## Трансфери 2007/2008

### Дошли
| Позиција   |        | Игач               | Претходни клуб |                                     |
| ---------- | ------ | ------------------ | -------------- | ----------------------------------- |
| Одбрана    | Србија | Ђорђе Јокић        | Торпедо Москва | Уговор на три године                |
| Средњи ред | Русија | Беслан Алексејевич | Луч Енергија   | Уговор на једну годину              |
| Голман     | Русија | Вењамин Мандрыкин  | ЦСКА           | До краја сезоне са правом обнављања |
| Средњи ред | Русија | Денис Бољшаков     | Луч Енергија   | Укупно на 2 године                  |
| Одбрана    | Русија | Андреј Колесников  | Торпедо Москва | Уговор на три године                |
| Средњи ред | Русија | Виталиј Волков     | Рубин          | Уговор по шеми «2+1».               |
| Напад      | Русија | Игор Стрелков      | Луч Енергија   | Уговор на три језика                |

### Отишли
| Позиција   |            | Играч               | Нови клуб      |                                                           |
| ---------- | ---------- | ------------------- | -------------- | --------------------------------------------------------- |
| Голман     | Русија     | Сергеј Рыжиков      | Рубин          | Повратак по уговору Локомотива Москва могућим продужетком |
| Напад      | Белорусија | Виталиј Булыга      | Луч Енергија   | Уговор на две године                                      |
| Средњи ред | Белорусија | Александар Куљчиј   | Ростов         | Уговор на две године                                      |
| Голман     | Белорусија | Василиј Хомутовскиј | Карл Цајс      | Уговор на 1,5 годину                                      |
| Голман     | Русија     | Евгениј Городов     | Динамо Барнаул | Уговор до краја сезоне                                    |
| Одбрана    | Украјина   | Руслан Мостовој     |                | слободан                                                  |
| Одбрана    | Украјина   | Андреј Прошин       | Аланија        | Уговор на две године                                      |
| Напад      | Русија     | Сергеј Сердюков     | Терек          | Уговор на три године                                      |
| Средњи ред | Русија     | Сергеј Лебедков     | Торпедо Москва | Уговор до краја сезоне                                    |